# Салкантай
Салкантай (ісп. Salcantay або Nevado Salcantay) — найвища гірська вершина хребта Кордильєра-де-Вількабамба, частина Перуанських Анд.

## Географія
Гора розташована на території регіону Куско, Перу, приблизно за 60 км на північний захід від міста Куско. Це 38-ма за висотою вершина Анд та дванадцята вершина Перу. Проте, як вершина великого масиву, вона часто розглядається як друга в Перу, після Гуаскарану.